# Psicologia di comunità
La psicologia di comunità costituisce un'area di studi, ricerche e interventi professionali che si focalizza sulle persone e i gruppi all'interno dei contesti socioculturali, economici, organizzativi e territoriali nei quali vivono e con i quali interagiscono continuamente. L'articolazione tra sfera individuale e collettiva nel contesto delle relazioni comunitarie connota l'oggetto di studio specifico della psicologia di comunità. 

## Generalità
La psicologia di comunità costituisce un'area di studi, ricerche e interventi professionali che si focalizza sulle persone e i gruppi all'interno dei contesti socioculturali, economici, organizzativi e territoriali nei quali vivono e con i quali interagiscono continuamente. L'articolazione tra sfera individuale e collettiva nel contesto delle relazioni comunitarie connota l'oggetto di studio specifico della psicologia di comunità. Settore applicativo nato "formalmente" nel 1965, dopo un convegno a Swampscott (nel New England, USA), è stato in realtà anticipato, nelle sue idee fondanti, da Alfred Adler, con le sue riflessioni sulle dimensioni sociali e comunitarie del disagio e dell'oggetto d'intervento dell'azione psicologica e da Reich 2007 nella sua opera “International Community Psychology” ritrova radici ben più profonde nelle diverse aree del globo. Da qui si evince una caratteristica basilare della psicologia di comunità nel suo essere contestualizzato ed avere un radicamento nel contesto locale di riferimento. La psicologia di comunità è nata anche in seguito ad una riflessione sui cambiamenti operativi ed organizzativi in campo psichiatrico, e della dimensione sociale della pratica clinica stessa. L'interesse per la psicologia di comunità anche in Italia è di tipo pragmatico, mirato al miglioramento della qualità della vita e della competenza della comunità. La psicologia di comunità storicamente ha mirato a promuovere il benessere individuale, gruppale e collettivo, attraverso un'opera "emancipatoria" e di forte carica sociale, tipicamente caratterizzata da azioni finalizzate alla prevenzione del disagio e dalla promozione della salute ("salutogenesi"). Temi imprescindibili per l'operatore di comunità sono il saper entrare empaticamente in contatto con la persona ed i gruppi cui fornire aiuto, il concetto di empowerment, l'attenzione alla dimensione psicosociale dell'intervento psicologico, la sensibilità alla dimensione culturale, e l'implementazione di tecniche di auto mutuo aiuto.
Infatti essa, pur riconoscendo la tradizione della psicologia clinica, sottolinea esplicitamente il fatto che molti dei problemi che le persone devono affrontare derivano non da dinamiche intrapsichiche, ma da fallimenti della comunità e dei suoi sistemi di interazione e di servizio al cittadino e che la prospettiva di aiutare le persone solo constatando e cercando di attenuare i loro disturbi rischia di mascherare i loro punti di forza e le loro competenze di auto-aiuto. Viene, quindi, messa in risalto l'esigenza di considerare congiuntamente le dimensioni personali e sociali dell'esperienza umana nel presupposto che i processi psicologici sono strettamente interconnessi con quelli sociali. In tal senso, la comunità e le interazioni sociali che la caratterizzano divengono sia lo schema di riferimento per comprendere «in situazione» i problemi, gli ostacoli allo sviluppo della persona e le vere e proprie patologie sia lo strumento col quale la stessa persona può trovare le opportunità, le risorse, i sostegni e le tutele per costruire il proprio benessere personale e collettivo. 
Questa doppia connotazione della comunità sociale (come possibile fonte del disagio psicosociale, ma anche come risorsa terapeutica) sostiene l'orientamento interventista della psicologia di comunità, soprattutto nella direzione della prevenzione e delle azioni di empowerment delle persone e della comunità. Si comprende allora come la Psicologia di comunità sia portatrice di una prospettiva valoriale di tipo emancipatorio che enfatizza i valori e la dignità della persona ad ogni livello sociale e sostiene con forza la rappresentazione di una società democratica e partecipativa, capace di esprimere, nei rapporti con i suoi membri e nei vari servizi resi, i principi di solidarietà, sussidiarietà, equità, giustizia sociale ed eguaglianza. 
Gli ambiti di ricerca tipici della psicologia di comunità riguardano, ad esempio: natura e tipo di relazioni tra individui, gruppi e comunità (con specifico interesse sui sistemi sociali in cui esse sono inserite); analisi delle caratteristiche fisiche e psicosociali dei contesti di vita e individuazione dei rischi, dei problemi e delle risorse delle comunità nella prospettiva di costruire interventi psicosociali di tipo partecipativo; le problematiche della salute mentale e il disagio sociale e psichico secondo un'ottica di prevenzione oggi definita come «universale»; le nuove forme di dipendenza sociale; la valutazione dei servizi e dei programmi di prevenzione; la valutazione dell'impatto sociale dei cambiamenti (sociali, ambientali, organizzativi, ecc.); il significato e la funzione delle differenti forme di sostegno sociale (ad esempio, analisi delle reti sociali); i fattori di rischio psicosociale e la resilienza; il senso di comunità, i profili di comunità, la qualità della vita nelle comunità; la promozione delle varie forme di empowerment, compreso quello sociopolitico; i requisiti e le condizioni per lo sviluppo di comunità competenti. Sul piano delle azioni professionali si sottolineano gli approcci metodologici di tipo partecipativo (ad esempio, la ricerca-azione e la community-based research). Essi sono mirati a sollecitare le persone ad affrontare attivamente i problemi per evitare l'insorgere di situazioni critiche peggiori. A tal fine l'intervento psicosociale punta sull'incremento dell'efficacia delle strategie di coping anche mediante il riconoscimento, il reperimento o il potenziamento di risorse personali e sociali adeguate alla specifica situazione. Questa modalità di empowerment individuale e collettivo si concretizza in vari ambiti. Risulta particolarmente significativo l'intervento professionale in favore e a tutela di gruppi sociali ai margini della comunità o socialmente più vulnerabili (ad esempio, disoccupati, migranti, svantaggiati sociali, persone private dei diritti civili, gruppi di minoranza etnica o religiosa, anziani, ecc.). Tuttavia, la pratica professionale è indirizzata anche sul «buon funzionamento» della comunità nel suo complesso, sullo sviluppo del suo capitale psicologico e sociale e della partecipazione collettiva di tutti i cittadini alla soluzione dei problemi comuni. Pertanto, gli interventi riguardano, ad esempio: problemi relativi alla promozione del benessere nei vari contesti di vita, alla tutela della salute fisica e psicosociale dei cittadini delle diverse classi d'età, allo sviluppo di comunità competenti, all'identificazione di rischi sociali collettivi (violenza urbana, povertà, disoccupazione di lungo periodo, razzismo, omofobia, discriminazione e diritti civili, incidenti stradali, in casa e sul lavoro, insuccesso scolastico, varie forme di dipendenza e abuso di sostanze, ecc.), alla formazione di operatori in vari campi del lavoro sociale e sanitario, ecc. Si indirizzano, inoltre, su livelli diversi di azione: dal miglioramento delle relazioni nel micro-sistema individuale e familiare si passano progressivamente a considerare le problematiche di sistemi di ordine superiore come: gli istituti scolastici (ad esempio, prevenzione degli abbandoni), le comunità residenziali e le loro alternative sul territorio, le organizzazioni lavorative private e pubbliche, le cooperative, i servizi pubblici degli enti locali, le aziende socio-sanitarie e gli ospedali, i quartieri fino a interessare il macro-sistema socioeconomico e socioculturale (ad esempio, il sistema di welfare locale, le politiche sociali e sanitarie e i loro impatti sulla comunità). 
La psicologia di comunità ha un'impronta fortemente interdisciplinare e interagisce non solo con altre discipline psicologiche come la psicologia clinica, la psicologia sociale, la psicologia della salute, la psicologia dello sviluppo, la psicologia ambientale, psicologia interculturale, ma anche con numerosi ambiti disciplinari non psicologici (sanità pubblica, sociologia, scienze politiche, scienze economiche, epidemiologia, scienze mediche, servizio sociale, ecologia, architettura ecc.). Del resto, gli psicologi di comunità collaborano sistematicamente nella progettazione e attuazione dei loro interventi professionali con molte figure professionali: assistenti sociali, medici, funzionari dei servizi sociali e sanitari, amministratori pubblici, urbanisti, pedagogisti e formatori, insegnanti, ecc. .
Lo psicologo di comunità è dunque un "participant conceptualizer", ovvero ha sì il compito di elaborare teorie, ma per fare ciò deve partecipare direttamente al lavoro con (e non sul) cittadino-utente. Murrell definì la psicologia di comunità come lo studio delle transazioni tra le reti di sistemi sociali, le popolazioni e l'individuo. Esso sviluppa e valuta metodi di intervento che migliorino gli adattamenti della persona all'ambiente.

## La psicologia di comunità in Italia
Volendo tracciare una breve storia della diffusione della psicologia di comunità (PdC) in Italia, si deve risalire alla fine degli anni '70, e in specifico all'uscita del volume Psicologia di comunità (Francescato, 1977), in cui venivano presentati per la prima volta al pubblico italiano gli schemi concettuali e le strategie di intervento di questa “nuova” disciplina, così come si stava configurando negli Stati Uniti, riportandone esempi di applicazione, strumenti operativi e posizioni differenziate (tra ala moderata e ala radicale).
Nel 1979 e nel 1980 si tennero rispettivamente il 1º e il 2º Convegno Italiano di psicologia di comunità, a Mazzano, i cui lavori testimoniarono l'esistenza “di fatto” di un numero consistente di psicologi (ma anche di educatori, operatori sociali, animatori) che già lavoravano in un'ottica di psicologia di comunità ed erano impegnati a fare una psicologia concreta, centrata sui bisogni dei gruppi, delle organizzazioni e delle collettività, con il fine di migliorare la qualità di vita delle persone. Emergevano già allora con una certa chiarezza alcuni elementi distintivi dell'identità di uno psicologo di comunità: privilegiare la prevenzione, lavorare insieme agli utenti, incoraggiandone la partecipazione, operare nel territorio, inteso come sistema, cioè un insieme complesso e organizzato in cui ciascuna parte va connessa con le altre; utilizzare strategie diversificate dalla ricerca-intervento all'animazione socio-culturale, dalla consulenza agli interventi di educazione permanente. Al 1º convegno partecipò anche Mike Bender, responsabile dei servizi psicologici del distretto di Newham, a Londra, autore di un agile volume Psicologia di comunità tradotto in italiano nel 1979, in cui venivano riportati esempi di intervento degli psicologi nella comunità britannica.
In questo clima culturale fine anni '70, caratterizzato da una grande vivacità intellettuale, che si espresse in forma di movimenti collettivi contro lo status quo (ad esempio il movimento studentesco, il movimento femminista, il movimento attorno a Psichiatria Democratica) e da sperimentazioni interessanti nel settore sociale, sanitario e psichiatrico, sollecitati dalla conoscenza della letteratura nordamericana, in cui si ritrovavano idee e strategie parzialmente in sintonia con quanto si stava realizzando nel nostro contesto, ritenemmo importante dar conto di quanto stava maturando nella realtà italiana e proporre una visione contestualizzata di questo nuovo approccio. Nel 1980 uscì Psicologia sociale di comunità (di Palmonari e Zani), che già nel titolo proponeva una precisa presa di posizione in merito: l'obiettivo dichiarato era quello di offrire un contributo specifico alla realizzazione dei servizi socio-sanitari territoriali, mediante l'elaborazione di un programma ragionato per il lavoro dello psicologo in tali servizi, delineando i punti essenziali di un nuovo modo di impiegare la psicologia, per affrontare i problemi della comunità locale, tenendo ben presente le peculiarità della situazione italiana, per evitare il rischio di una mera trasposizione della psicologia di comunità di importazione anglosassone.
Il percorso della istituzionalizzazione della disciplina è avvenuto per gradi: nel 1981 venne istituita la Divisione di PdC della Società Italiana di Psicologia (SIPs), che da quel momento organizzò incontri periodici molto frequentati (ad indicare un'attenzione particolare a queste tematiche) sia all'interno del congressi nazionali sia con iniziative autonome. Dal novembre 1994, anche in seguito alle vicissitudini della SIPs, la divisione si è trasformata in Società Italiana di Psicologia di Comunità (SIPCO). Da allora, la SIPCO, che si è dotata di uno Statuto, un Regolamento, un Codice Etico, organizza periodicamente convegni nazionali, iniziative seminariali, incontri di formazione per i soci “giovani”. 
Ritornando alla storia e allo sviluppo della disciplina, nel 1986, con l'entrata in vigore del nuovo ordinamento del corso di laurea in Psicologia, venne istituito l'indirizzo di Psicologia clinica e di comunità, in cui l'insegnamento di PdC era materia fondamentale. Questo comportò che nel giro di pochi anni in tutto il territorio nazionale fossero istituiti insegnamenti della disciplina, anche in corsi di laurea affini (come scienze dell'educazione). Le successive e continue riforme degli studi universitari, che si sono succedute negli ultimi anni, hanno modificato sostanzialmente il quadro attuale del curriculum degli psicologi: attualmente l'insegnamento è presente in numerosi corsi di studio di 1° e soprattutto di 2º livello (Laurea Magistrale). L'offerta di corsi post lauream, a livello di master, dottorato o scuole di specializzazione è poco presente nel settore pubblico, mentre qualche opportunità esiste a livello privato, da parte di associazioni di professionisti.

## Tipologie di funzioni e attività professionali caratteristiche
Lo psicologo di comunità è un laureato magistrale, abilitato dall'Esame di stato all'esercizio della professione, iscritto all'Albo degli psicologi nella sezione A, capace di operare in completa autonomia professionale. Mentre gli orientamenti teorici e le pratiche operative della psicologia di comunità possono accomunare tutti laureati in psicologia, i trattamenti psicoterapeutici sono riservati a quei laureati che sono in possesso del diploma di specializzazione (ad esempio, in Psicologia della salute). 
Si inserisce nel mercato occupazionale dei servizi sociali e sanitari, educativi, pubblici e privati: o come dipendenti del SSN nei servizi di psicologia delle ASL (variamente denominati e dislocati anche in Dipartimenti di prevenzione e di salute pubblica, SerT e in altri dipartimenti comprendenti l'area della prevenzione) qualora in possesso del Diploma di specializzazione in una dei corsi di specializzazione di area psicologica; o come dipendente dei servizi educativi e sociali di enti locali territoriali; o come socio di cooperative che offrono servizi sociali, educativi, riabilitativi e di assistenza sanitaria e sociale; o come libero professionista (singolo o associato in società di consulenza anche pluridisciplinare) per l'erogazione di servizi di natura clinica, riabilitativa e di educazione sanitaria nell'ambito delle scuole primarie e secondarie, delle istituzioni assistenziali, delle comunità residenziali, delle organizzazioni di lavoro e della comunità; o come ricercatore in centri studi e ricerche pubblici e privati e presso l'università.
Può inoltre effettuare:
- Consulenza per l'assessment dei bisogni individuali e collettivi e per l'analisi dei fattori sociali, psicologici e comportamentali di rischio e di protezione per la salute bio-psico-sociale in diversi contesti sociali ed educativi e per differenti sottogruppi di popolazione (adolescenti, giovani, anziani, ecc.).
- Diagnosi delle caratteristiche di personalità e assessment delle caratteristiche personali, delle risorse psicosociali, dei bisogni e delle aspettative nelle diverse fasi d'età, mediante strumenti quantitativi (inventari, test) e qualitativi (osservazione diretta in situazione, colloqui clinici, intervista narrativa, focus group, ecc.).
- Selezione o costruzione, adattamento e standardizzazione, somministrazione e interpretazione di strumenti di indagine psicologica funzionali alla sintesi psicodiagnostica (test, inventari e questionari su abilità cognitive, interessi, motivazioni, personalità, atteggiamenti, interazioni di gruppo e sociali, sindromi patologiche, idoneità psicologica a specifici compiti e condizioni, ecc.).
- Analisi delle caratteristiche sociali di una comunità allargata (profilo di comunità) come supporto nella individuazione delle criticità, delle risorse e delle priorità da considerare per la programmazione delle politiche territoriali sociali, socio-sanitarie, assistenziali e del lavoro.
- Progettazione, realizzazione e valutazione di programmi di ricerca-azione nell'ambito della comunità per coinvolgere i cittadini nella formulazione di obiettivi di miglioramento dei sistemi di prevenzione e cura e nell'elaborazione partecipata delle politiche sociali e sanitarie.
- Consulenza per la progettazione, promozione, coordinamento, gestione valutazione di programmi di prevenzione e promozione della salute e del benessere e dei cambiamenti sociali e organizzativi (community–based).
- Valutazione dei processi e degli esiti di progetti e programmi di intervento nella comunità indirizzati alla soluzione dei problemi psicosociali dei cittadini, con specifico riguardo ai contesti e ai servizi educativi, associativi, socio-assistenziali, sanitari e lavorativi.
- Valutazione di efficacia, efficienza, accessibilità e soddisfazione dei servizi alla persona coinvolgendo gli utenti nelle proposte di miglioramento.
- Assessmet del grado di adattamento di un individuo al gruppo o alla comunità di cui fa parte, analisi delle eventuali dinamiche conflittuali e consulenza per la negoziazione e mediazione dei conflitti.
- Community counselling, oltre al counselling individuale e di gruppo, per facilitare la gestione efficace di situazioni stressanti, per prevenire effetti avversi a lungo termine e per un migliore adattamento e qualità di vita.
- Interventi psicoeducativi e di skill training di competenze sociali funzionali alla promozione e gestione della salute e alla scelta di condotte salutari da parte di individui, gruppi e organizzazioni.
- Interventi di formazione e di supervisione individuale e di gruppo rivolti ai vari operatori sociali e sanitari per potenziare le loro competenze comunicative e relazionali.
- Attività di ricerca, sperimentazione e didattica nell'ambito delle specifiche competenze caratterizzanti il settore e ai sensi della L.56/1989.
- Attivazione di risorse non professionali della comunità all'interno di progetti di prevenzione e promozione della salute (ad esempio, peer education, mentoring, ecc.).
- Consulenza a policy makers e amministratori locali nella progettazione, realizzazione e valutazione di politiche territoriali socio-sanitarie e assistenziali, piani di zona, gestione di coordinamenti tra realtà locali.